# Ejhdeha Vared Mishavad!
Ejhdeha Vared Mishavad!  (persa: اژدها وارد می‌شود, comercialitzada internacionalment com A Dragon Arrives!) és un a pel·lícula dramàtica històrica de misteri sobrenatural iraniana del 2016 dirigida per Mani Haghighi. Va ser seleccionat per competir per l'Ós d'Or al 66è Festival Internacional de Cinema de Berlín.

## Argument
Al començament de la pel·lícula es diu que la ficció es basa en una història real. Les entrevistes amb diverses persones, inclòs el mateix Mani Haghighi, reforcen aquesta hipòtesi. Intenten fer-nos creure que la història de la pel·lícula és la del gravador de so de la pel·lícula Khesht o Ayeneh de l'avi de Mani Haghighi, Ebrahim Golestan, i a la pel·lícula, i fins i tot s'afirma que un grup de cinema amb accés a l'enregistrament està intentant convertir-lo en una pel·lícula de ficció.
El 22 de gener 1965, un Chevrolet Impala taronja travessa un antic cementiri cap a un naufragi abandonat enmig d'un paisatge desèrtic. A l'interior un presoner exiliat es va penjar a l'illa de Qeshm, un conegut marxista-leninista condemnat a passar-hi la resta de la seva avorrida i aïllada vida. El dia abans, el primer ministre iranià, Hassan Ali Mansour, va ser assassinat en un atac davant del parlament a Teheran. El tinent Babak Hafizi (Amir Jadidi), per ordre del coronel Saied Jahanguiri va a Qeshm per investigar el suïcidi del presoner, però descobreix que l'exiliat ha estat assassinat. Ens sorprèn un estrany fenomen a l'illa. Després de cada enterrament dels cossos en aquest cementiri abandonat, es produeix un terratrèmol. Els vilatans supersticiosos creuen en el djinn: es diu que un monstre, un drac viu sota terra del cementiri (també s'escull el títol de la pel·lícula en aquest sentit). Amb l'ajuda de dos amics geòlegs i la seva gravadora, l'agent intenta descobrir el secret d'aquest fenomen. Alguns esdeveniments fan que els esforços d'aquests tres siguin una mica més complicats del que s'esperava.
A poc a poc, descobreixen que el marxista tenia una relació amb Halima, la filla d'un vilatà. Per venjar-se, el pare de la noia mata l'exiliat i disfressa l'assassinat de suïcidi. El tinent Charaki (agent de la SAVAK amb seu a Qeshm) intenta mantenir l'assassinat en secret. Uns dies després,  Halima embarassada es troba al tanatori de l'antic vaixell, a punt de donar a llum al seu nadó, però no sobreviu al part i mor. Els tres amics s'encarreguen de vetllar pel seu nadó. Finalment, la SAVAK, per evitar més investigacions, ordena a Charaki que elimini els tres amics implicats en aquest assumpte. Descobreixen el pla i maten Charaki. Mentre fuig de SAVAK, un d'ells mor, l'altre fuig de l'Iran i el tercer mor en un bombardeig.
Sobre el títol de la pel·lícula (Un drac que arriba), que és idèntic a una de les pel·lícules "Bruce Lee" almenys en persa (la pel·lícula de Bruce Lee "A Dragon is Coming"), Mani Haghighi va dir que hi va haver molta discussió al respecte i, finalment, el seu equip de filmació va votar per aquest títol.

## Repartiment
- Amir Jadidi: Babak Hafizi, el detectiu
- Ehsan Goodarzi: Keyvan Haddad, l'enginyer de so
- Amir Homayoun Ghanizadeh: Behnam Shokoohi, el geòleg
- Nader Fallah: Almas
- Ali Bagheri: Javad Charaki
- Kiana Tajammol: Shahrzad Besharat jove
- Kamran Safamanesh: Saeed Jahangiri
- Javad Ansari: Darshan
- Shahin Karimi: Shahrzad Besharat d'edat
- Laila Arjumand: Valleh
- Manouchehr Anvar: Ravi Malakut

## Reconeixements
El 2016 va guanyar el Premi Noves Visions Plus al XLIX Festival Internacional de Cinema Fantàstic de Catalunya